# Ugia duplicilinea
Ugia duplicilinea är en fjärilsart som beskrevs av George Francis Hampson 1926. Ugia duplicilinea ingår i släktet Ugia och familjen nattflyn. Inga underarter finns listade i Catalogue of Life.